# انتون شوچوک
انتون شوچوک (اوکراینی: Антон Юрійович Шевчук؛ زادهٔ ۸ فوریهٔ ۱۹۹۰) بازیکن فوتبال اهل اوکراین است.
از باشگاه‌هایی که در آن بازی کرده‌است می‌توان به اشاره کرد.
وی همچنین در تیم‌های ملی فوتبال زیر ۲۱ سال اوکراین بازی کرده‌است.